# فراغ ثنائي القطب

تحفز الجاذبية اتجاه حركة المجرات نحو مناطق أكثر كثافة تجاه شابلي وفي نفس الوقت يكوّن خلفه منطقة فارغة ، وفقًا لنموذج "طارد ثنائي القطب".

فراغ ثنائي القطب Dipole Repeller Void
في المشاهدة الفلكية هو مركز تنافر فعال في التدفق الواسع النطاق للمجرات في جوار مجرة درب التبانة ، تم اكتشافه لأول مرة في عام 2017. يُعتقد أنه يمثل تكوينا خارقًا كبيرًا ، ثنائي القطب طارد الفراغ .
الفراغ ثنائي القطب يعترض بشكل مباشر الجاذب الهائل شابلي Shapley Attractor ، توجد كثافة للمجرات والنجوم كبيرة في عنقود المجرات الفائق شابلي . يرجع التنافر الواضح للطارد ثنائي القطب يرجع إلى أن المادة الموجودة في المنطقة المجاورة يتم سحبها نحو الجاذب الهائل شابلي ، الذي يوجد جنبًا إلى جنب مع الجاذب العظيم . نتيجة لذلك من المحتمل أن يصبح فراغ ثنائي القطب خاليًا من المادة مما يتسبب في تنافر واضح للمجرات بين فراغ ثنائي القط والجاذب شابلي.

## الاكتشاف
تتحرك المجموعة المحلية من المجرات - التي تنتمي إليها مجرتنا - بالنسبة إلى الخلفية الكونية الميكروية (CMB) بسرعة 631±20 كيلومتر/الثانية .
هناك أيضًا نمط من التدفق الكتلي في حركة المجرات المجاورة الممتدة إلى مسافات تزيد عن 250 مليون فرسخ فلكي . وتوجد كثافة زائدة معروفة في عنقود المجرات الفائق شابلي - تتسبب في جاذبية زتئدة في تدفق المجرات.
يبدو أن فراغ ثنائي القطب يقع على مسافة 220 مليون فرسخ فلكي تقريبًا; ومن المتوقع أن يتزامن مع تسرب في كثافة المجرة.
يبدو أن مركز الجذب الفردي هذا جنبًا إلى جنب مع الفراغ الطارد المنفرد متساوٍ تقريبًا ،و هما من أهم المساهمين في إشعاع الخلفية الكونية الميكروي.
يعتقد مؤلفو المقال المنشور في المجلة العلمية الفلكية Nature Astronomy في يناير 2017 بأن قياسات سرعة المسافة لفراغ ثنائي القطب غير ممكن على أساس تفسير يعتمد بصفة أساسية على قوة الثقالة (الجاذبية). لا يوجد تركيز أوحد للمادة يمكن أن يفسر السرعات المرصودة واتجاهات المسافات من النجوم والمجرات. ويقولون أنه يمكننا أن نلاحظ وجود قوة إضافية، مثيرة للحيرة والتي لم يتم تحديد طبيعتها،وفقا لهؤلاء المؤلفين.
 
قال أحد المؤلفين ، هوفمان ، لصحيفة الغارديان :
 
"وضح هنا أن التنافر من نقص الكثافة مهم وأن التأثيرات المهيمنة التي تسبب التدفق المرصود هي جاذب واحد - مرتبط بتركيز شابلي - وطارد منفرد لم يتم مشاهدته سابقًا ، والذي يساهم بشكل متساوٍ تقريبًا في ثنائي القطب في CMB. [... ] نستنتج أن الطارد ثنائي القطب ليس هيكلًا وهميًا ناتجًا عن تأثير "حافة البيانات"، وأن المجموعات الفرعية من البيانات ، المختارة إما عن طريق المسافة أو نوع المجرة ، تكشف عن حوض التنافر الذي "يدفع" المجموعة المحلية في الاتجاه الذي يشير إليه ثنائي القطب في CMB. " [إخفاق التحقق]
وقال هوفمان أيضًا :
"لقد أظهرنا أن جاذب شابلي يسحب بالفعل، ولكن وجدنا بعد ذلك تقريبًا بزاوية 180 درجة في الاتجاه الآخر منطقة خالية من المجرات ، وهذه المنطقة تصدنا. إذن لدينا الآن سحب من جانب ودفع من الجانب الآخر. إنها كما لوكانت قصة حب وكراهية وجاذبية ونفور"
وأخبر هوفمان أيضًا  Wired UK :
"بالإضافة إلى الانجراف نحو تركيز Shapley المعروف ، يتم أيضًا دفعنا بعيدًا عن مبيد الحشرات ثنائي القطب المكتشف حديثًا. وهكذا أصبح من الواضح أن الدفع والجذب لهما أهمية مماثلة في موقعنا."
أخبر هوفمان IFLScience:
بعد طرح متوسط توسع الكون فإن قوة الجاذبية الصافية للمناطق كثيفة الكثافة هي قوة التجاذب وتلك الخاصة بالمناطق الأقل كثافة هي قوة تنافر. 
}}
وتشارك CNRS الموقف نفسه وذكرت في بيان صحفي:
"على مر السنين ثارالجدل حول الأهمية النسبية لهذين الجاذبين ، لأنهما ليسا كافيين لشرح حركة مجموعتنا المحلية، لا سيما أنها لا تشير بالضبط في اتجاه شابلي كما ينبغي. [...] وهكذا اكتشف الفريق أنه في موقع مجرتنا، تكون القوى السلبية والجذابة من الكيانات البعيدة ذات أهمية مماثلة: واستنتج أن التأثيرات الرئيسية التي هي في أصل حركتنا هي جاذب شابلي ومنطقة واسعة من الفراغ ( والمواد فيه غير مرئية) ، التي لم يتم التعرف عليها من قبل ، والتي أطلقوا عليها اسم طارد ثنائي القطب."
وأخبر هوفمان المجلة العلمية IFLScience:
}}
شارك المجلس الوطني للبحث العلمي الموقف نفسه وصرح في بيان صحفي:
 
حدد فريق البحث نفسه في سبتمبر 2017 فراغًا ثانيًا له قوة دافعة: طارد البقع الباردة.
هذه الفراغات ، التي تتنافر بقوة الجاذبية العكسية ، هي من بين المكونات الرئيسية للشبكة الكونية V-Web.

## جدل حول الطارد ثنائي القطب و "قوتها التنافرية"
ومع ذلك تم التعليق على اكتشاف طارد القطب الثنائي من قبل علماء الفيزياء الفلكية والصحفيين في وسائل الإعلام الرئيسية دون استخدام قوة التنافر  . هذه هي حالة بيتر كولز ، مؤلف مدونة "في الظلام" ،  إيثان سيجل في مقال نشرته مجلة فوربس ،  وكذلك في مقال نشرته شركة Ars Technica .
هذا لأن الجاذبية قوة جذابة ، ولكن إذا كانت هناك منطقة منخفضة الكثافة ، فمن الواضح أنها تعمل كمبيد للجاذبية ، بناءً على مفهوم أنه يكون هناك جاذبية أقل في اتجاه الكثافة المنخفضة ، والجاذبية الأكبر بسبب الكثافة الأعلى تعمل في اتجاهات أخرى على سحب الأشياء بعيدًا عن الكثافة المنخفضة ؛ بعبارة أخرى ، التنافر الظاهر ليس قوة نشطة ، ولكن ببساطة بسبب عدم وجود قوة تعارض الانجذاب.

## اقرأ أيضا
- عنقود مجري هائل شابلي
- جاذب شابلي
- إشعاع الخلفية الكونية الميكروي
- جاذب عظيم
- local Laniakea Supercluster
- Local Void – Vast void adjacent to the Local Group
- فراغ العواء

## روابط خارجية
- فيلم طارد ثنائي القطب Dipole Repeller تم إنتاجه كجزء من المنشور: "The Dipole Repeller" بقلم يهودا هوفمان ، دانيال بوماريد ، ر. برنت تولي ، وهيلين كورتوا ، في Nature Astronomy 1 ، 0036 (2017).